# Schuman-Plan

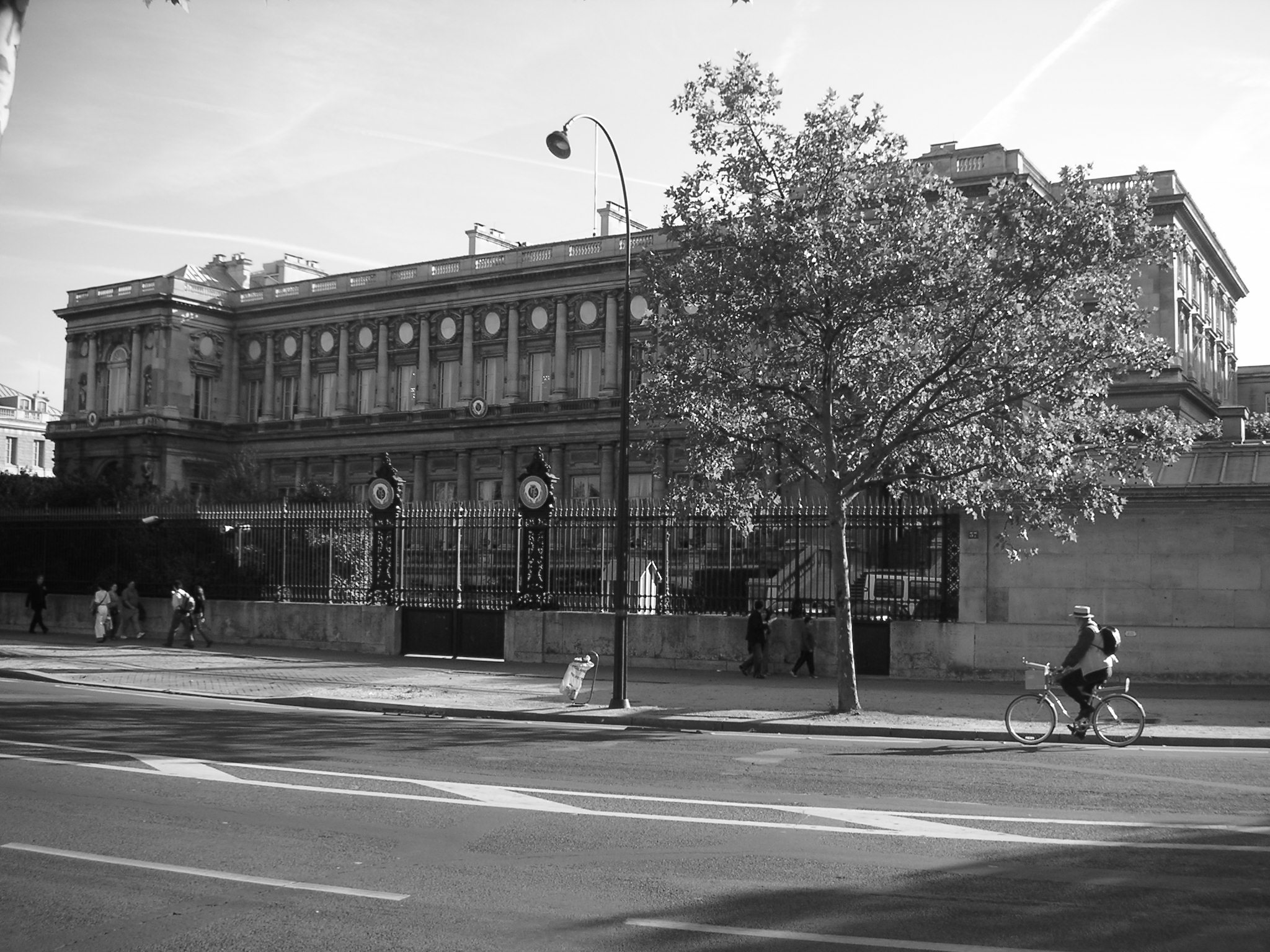
Quai d’Orsay

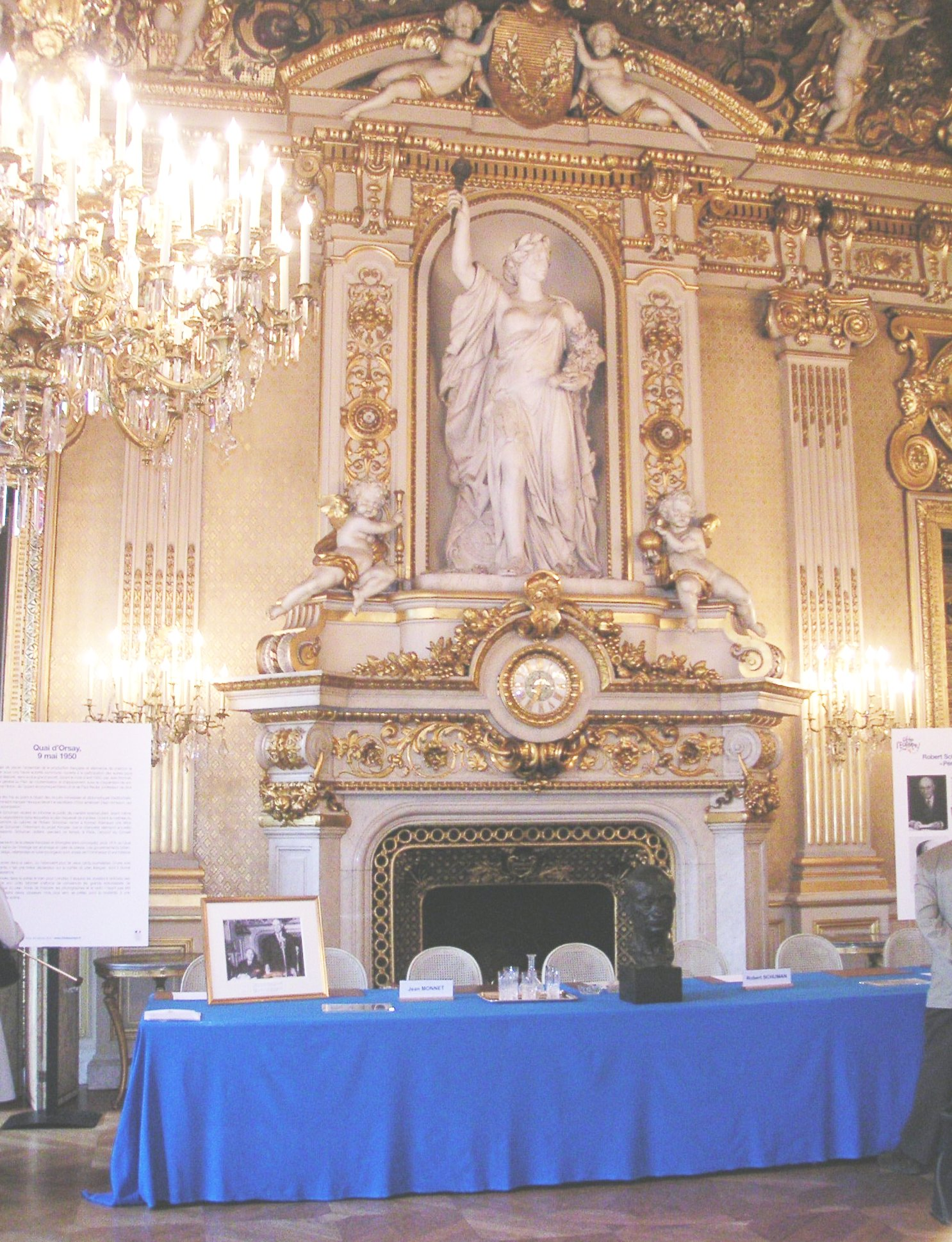
Salon de l’Horloge

Der Schuman-Plan oder Schuman-Erklärung ist ein grundlegender politischer Plan für eine Zusammenlegung der westdeutschen und französischen Kohle- und Stahlproduktion nach dem Zweiten Weltkrieg, der am 9. Mai 1950 vom damaligen französischen Außenminister Robert Schuman (1886–1963) im Salon de l’Horloge des Quai d’Orsay vor Pressevertretern in einer Regierungserklärung bekanntgegeben wurde.

„Die französische Regierung schlägt vor, die Gesamtheit der französisch-deutschen Kohle- und Stahlproduktion einer gemeinsamen Hohen Behörde zu unterstellen, in einer Organisation, die den anderen europäischen Ländern zum Beitritt offensteht. […]“

## Anlass und historischer Kontext
Vor der Verlesung, genauer nur wenige Stunden zuvor, wurde lediglich Konrad Adenauer informiert, der dem Plan sofort zustimmte.
Die dringlichen Aufgaben der Obersten Behörde wurden wie folgt skizziert:
- die Modernisierung der Produktion und die Verbesserung der Qualität;
- die Lieferung von Kohle und Stahl auf dem französischen und deutschen Markt sowie auf den Märkten aller beteiligten Länder zu gleichen Bedingungen;
- die Entwicklung gemeinsamer Ausfuhren in andere Länder;
- die Verbesserung der Lebensbedingungen der Arbeiterschaft dieser Industrien.

Schuman verlas diese Regierungserklärung nur drei Tage vor der Londoner Konferenz der Außenminister Frankreichs, Großbritanniens und der USA, auf der neue, für die europäische Politik leitende Gesichtspunkte besprochen wurden. Obwohl der Schuman-Plan unter Geheimhaltung von einer Gruppe rund um Jean Monnet ausgearbeitet worden war, war er das meistgelesene Dokument auf der Konferenz. Der Schuman-Plan stellt eine Weiterentwicklung des Konzepts des Ruhrstatuts dar und steht somit in einer Kontinuität der französischen Ruhrpolitik. Der Plan führte zur Gründung der Europäischen Gemeinschaft für Kohle und Stahl und erwies sich so als wichtige Grundlage für den Prozess der europäischen Integration.
Aufgrund der Verschärfung des Ost-West-Konflikts im Zusammenhang mit dem Kalten Krieg wurde der französischen Regierung klar, dass sie sich nicht mehr gegen eine deutsche Wiederbewaffnung und ein Zurückerhalten der Souveränität Deutschlands stellen konnte (vgl. Außenministerkonferenz im September 1950). Im Zuge des Erstarkens der Bundesrepublik Deutschland wurde klar, dass die Beschränkung der deutschen Kohle- und Stahlindustrie aufgehoben werden musste, da auch Frankreich sehr an deutschen Rohstoffen interessiert war.
Außerdem befand sich die Bundesrepublik Deutschland gerade in den Beitrittsverhandlungen zum Europarat. Frankreich wollte gerne, dass die Bundesrepublik und das Saarland als zwei neue Mitglieder dem Europarat beitreten, um so die Autonomie des Saarlandes zu sichern. Durch den Schuman-Plan, in den Bundeskanzler Konrad Adenauer einwilligte, konnte diese diplomatische Verstimmung durch die geplante Autonomie wieder ausgeglichen werden. Adenauer willigte folglich ein, dass das Saarland unabhängig von der Bundesrepublik beitreten konnte.
Schuman hat in einer Rede bei einer Gewerkschaftstagung im Jahr 1950 in Metz erklärt: „In Wahrheit ist dieser Plan (der Schumanplan) die Fortsetzung des Monnetplanes“ und, allein „um den französischen Stahlexport zu erleichtern“, habe Frankreich „diese Mission übernommen“. Gemäß Hans Ritschl: „Diese Rede war allerdings nicht für deutsche Ohren bestimmt!“ Jean Monnet war erster Leiter des Commissariat général du Plan (Planungsamt) in Frankreich und sah mit dem „Monnetplan“ (1946–1950) ein großes Modernisierungsprogramm für die Wirtschaft Frankreichs und einen gewaltigen Ausbau der französischen Stahlkapazität vor. Er sah auch eine Begrenzung der konkurrierenden deutschen Stahlindustrie auf höchstens 7,5 Millionen Tonnen pro Jahr vor.

## Weitere Entwicklung nach Vorstellung des Plans
Auf diesen Plan geht der Vertrag über die Gründung der Europäischen Gemeinschaft für Kohle und Stahl (EGKS, auch Montanunion genannt) am 18. April 1951 zurück. Jean Monnet wurde auch der erste Präsident der Hohen Behörde der Montanunion (1952–1955), die mit dem EG-Fusionsvertrag von 1965 mit der EWG und EURATOM zu den Europäischen Gemeinschaften verschmolzen wurden.

## Außen-, wirtschafts- und sicherheitspolitische Grundgedanken Frankreichs
Frankreich verfolgte mit dem Schuman-Plan – anders als Großbritannien, das als noch bestehende Kolonialmacht seinerzeit mehr dem Welthandel sowie den Ideen des Commonwealth und der special relationship mit den USA zugewandt war – nach Ansicht des Historikers Clemens Wurm eine eher kontinentaleuropäisch ausgerichtete Politik der Eindämmung der Sowjetunion sowie der Sicherheit „vor und mit Deutschland“. Außerdem galt der Schuman-Plan als dazu angetan, ein europäisches Projekt zu bilden, durch das Frankreich Großbritannien aus der kontinentalen Politik weitgehend heraushalten und sich selbst dort eine politisch dominierende Rolle sichern konnte. Zur Lösung seines traditionellen Deutschland-Problems beabsichtigte Frankreich, Deutschland in supranationale Organisationen auf europäischer Ebene einzubinden, nachdem in den Jahren 1944 bis 1947 der Versuch, Deutschland durch Allianzen (unter Einschluss der Sowjetunion) zu kontrollieren, seine staatliche Einheit aufzulösen oder Westdeutschland um das Rheinland, das Ruhrgebiet und das Saarland zu amputieren, am Widerstand der USA und Großbritanniens gescheitert war. Mit dem Schuman-Plan brach Frankreich mit der alten Politik und begann, unter kooperativer Einbindung der jungen Bundesrepublik einen neuen europäischen Machtblock aufzubauen.